# Haploskupiny chromozómu Y lidské DNA
Haploskupiny chromozómu Y lidské DNA jsou haploskupiny definované na základě rozdílů na nerekombinujících částech DNA vůči chromozómu Y (Y-DNA).
Konsorcium YCC (z angl. Y-Chromosome Consortium) zavedlo systém označování haploskupin Y-DNA písmeny v rozsahu A až R s dalším dělením do podskupin pomocí čísel a malých písmen abecedy.
Posledním společným předkem (Y-DNA) se označuje hypotetický muž, který je společným předkem všech žijících osob. Odhady doby, kdy tento společný předek žil, se v různých studiích liší.

## Hlavní haploskupiny
Hlavní haploskupiny chromozómu Y:

### Tabulkový přehled
| Haploskupiny chromozómu Y lidské DNA (Y-DNA) |                                  |   |   |   |    |    |    |    |    |   |   |    |    |   |   |   |    |    |   |   |   |  |
|                                              | Poslední společný předek (Y-DNA) |   |   |   |    |    |    |    |    |   |   |    |    |   |   |   |    |    |   |   |   |  |
| \|                                           |                                  |   |   |   |    |    |    |    |    |   |   |    |    |   |   |   |    |    |   |   |   |  |
|                                              | A                                | A | A | A | BR |    |    |    |    |   |   |    |    |   |   |   |    |    |   |   |   |  |
|                                              |                                  |   | B | B | B  | CR | CR | CR | CR |   |   |    |    |   |   |   |    |    |   |   |   |  |
|                                              |                                  |   |   |   | C  | DE | DE | F  | F  | F | F | F  | F  |   |   |   |    |    |   |   |   |  |
|                                              |                                  |   |   |   |    | D  | E  |    |    | G | H | IJ | IJ | K | K | K | K  |    |   |   |   |  |
|                                              |                                  |   |   |   |    |    |    |    |    |   |   | I  | J  |   | L | M | NO | NO | P | P |   |  |
|                                              |                                  |   |   |   |    |    |    |    |    |   |   |    |    |   |   |   | N  | O  |   | Q | R |  |
|                                              |                                  |   |   |   |    |    |    |    |    |   |   |    |    |   |   |   |    |    |   |   |   |  |

### Skupiny A a B
Haploskupiny A a B byly dosud objeveny pouze v subsaharské Africe (a v populacích odsud odvlečených v moderní době, především otrokáři). Prvním větvením byla skupina A s charakteristickou mutací M91. Ostatní haploskupiny jsou zahrnuty do skupiny BR (někdy označované jako YxA).
- Haploskupina A (M91) Vyskytuje se v Africe, zvláště u Koisanů, Etiopanů (zvláště Falašů) a Nilotů
- BR (M42, M94, M139, M299) před cca 55 000 lety
  - Haploskupina B (M60) Vyskytuje se v Africe, zvláště u Pygmejů a Hadzabů
  - CR (viz níže)

### Skupiny s mutací M168 (CR)
Charakteristické mutace rozdělující CR (všechny haploskupiny kromě A a B) jsou M168 a M294. Tyto mutace předcházely migraci z Afriky. Charakteristické mutace DE se objevily v severovýchodní Africe před 50 000 lety. Mutace M130 a M216, které rozlišují haploskupinu C od jiných větví vycházejících z CR, se mohly objevit o trochu dříve. Možná již před 60 000 lety, po první migraci z Afriky, kterou se Homo sapiens rozšířil do jižního pobřeží jihozápadní Asie. Podle nejnovějších genetických výzkumů tvoří C a F společnou větev CF, která se rozdělila velmi brzy po odchodu z Afriky.
- Haploskupina DE (M1, M145, M203) před cca 50 000 lety
  - Haploskupina D (M174) Vyskytuje se v Tibetu, Japonsku, Andamanech
    - Haploskupina D1 (M15)
    - Haploskupina D2 (M55, M57, M64.1, M179, P12, P37.1, P41.1 (M359.1), 12f2.2)
    - Haploskupina D3 (P47)

  - Haploskupina E (M40, M96) Vyskytuje se v Africe, na Blízkém Východě, ve Středozemí
    - Haploskupina E1 (M33, M132)
    - Haploskupina E2 (M75)
    - Haploskupina E3 (P2, DYS391p)
      - Haploskupina E3a (M2) Vyskytuje se v Africe
      - Haploskupina E3b (M35) Vyskytuje se ve Východní Africe (Etiopané a Somálci), Severní Africe (zvláště Berbeři), na Blízkém Východě a ve Středozemí (Řekové, Albánci a Italové)

- Haploskupina CF
  - Haploskupina C (M130, M216) Vyskytuje se v Eurasii, Oceánii, Japonsku a Severní Americe
    - Haploskupina C1 (M8, M105, M131) Vyskytuje se v Japonsku
    - Haploskupina C2 (M38) Vyskytuje se v Nové Guineji, Melanésii, Mikronésii, a Polynésii
    - Haploskupina C3 (M217, P44) Vyskytuje se v celé Eurasii a Severní Americe, zvláště pak mezi Mongoly, Kazachy, Tungy, Nivky a dále lidmi mluvící jazykem Na-Dené
    - Haploskupina C4 (M347) Vyskytuje se mezi domorodými austrálci
    - Haploskupina C5 (M356) Vyskytuje se na Indickém subkontinentu

  - Haploskupina F (M89, M213) Vyskytuje se v Jižní Indii, Srí Lance, v čínské provincii Jün-nan, v Koreji
    - GR (viz níže)

### Skupiny vycházející z haploskupiny F (GR)
Skupiny vycházející z haploskupiny F se vyskytují u 90% veškeré světové populace, avšak téměř výlučně mimo oblast subsaharské Afriky. Mutace IJ odpovídá migrační vlně z Blízkého východu nebo západní Asie (před cca 30 000 lety), kdy se do Evropy rozšířila gravettská kultura (gravettien).
Před cca 30 000 lety se někde v oblasti Blízkého východu, Kavkazu nebo ještě východněji v místech dnešního Pákistánu utvořila haploskupina G, která se v neolitu rozšířila po celé Evropě. Před cca 30–40 000 lety se v Indii utvořila haploskupina H, která zde nyní dominuje u kmenových skupin na nejnižším patře společenského žebříčku. Z Indie v historické době pronikla západním směrem (Romové). Haploskupina K pochází pravděpodobně z jihozápadní Asie, odkud se rozšířila do Afriky, Eurasie, Austrálie a Oceánie.
- Haploskupina G (M201) před cca 30 000 lety Vyskytuje se v řadě etnik Eurasie; nejběžnější na Kavkaze, Íránské vysočině a v Malé Asii; v Evropě především v Sardinii, severní Itálii, severním Španělsku, Tyrolsku, stejně tak i v Čechách a na Moravě; ve Velké Británii a Norsku pouze okolo 2 %
  - Haploskupina G1
  - Haploskupina G2
    - Haploskupina G2a
      - Haploskupina G2a1

    - Haploskupina G2b
    - Haploskupina G2c
      - Haploskupina G2c1
        - Haploskupina G2c1a

  - Haploskupina G5
- Haploskupina H (M69) Vyskytuje se v Indii, na Srí Lance, u evropských Romů
  - Haploskupina H1
  - Haploskupina H2
- Haploskupina IJ (S2, S22) před cca 45 000 lety
  - Haploskupina I (M170, M258) Vyskytuje se v Evropě a na Blízkém východě
    - Haploskupina I1 (P38)
      - Haploskupina I1a Vyskytuje se v severní Evropě
      - Haploskupina I1b Vyskytuje se jihovýchodní Evropě, Sardinii

  - Haploskupina J (M304, S6, S34, S35)
    - Haploskupina J* (nepatrný výskyt)
    - Haploskupina J1 Spojena se Semity – především na Blízkém východě, v Etiopii a severní Africe
    - Haploskupina J2 (M172) Vyskytuje se především ve Středozemí (zvláště v Itálii, Řecku a na Balkáně), Turecku, Gruzii, mezi Židy, Kurdy, ve střední a jižní Asii
- Haploskupina K (M9) Vyskytuje se v Nové Guineji, Austrálii
  - LR (viz níže)
  - Haploskupina K1 Vyskytuje se na Šalomounových ostrovech a na Fidži
  - Haploskupina K2 Vyskytuje se v Africe (afro-asijsky mluvící lidé se svými sousedy, jako jsou např. Fulové), Blízkém východě, Středozemí, jižní Asii
  - Haploskupina K3 Vyskytuje se řídce v jižní Asii
  - Haploskupina K4
  - Haploskupina K5 Vyskytuje se na Nové Guineji
  - Haploskupina K6 Vyskytuje se v Melanésii
  - Haploskupina K7 Vyskytuje se v Melanésii

### Skupiny vycházející z haploskupiny K (LR)
Haploskupina L se vyskytuje především v jižní Asii. Haploskupina M dominuje na území Papuy Nové Guineje. Haploskupina NO se objevila před cca 35–40 000 lety nejpravděpodobněji v oblasti mezi severní Barmou a jižní Čínou.
Zde se zrodila také haploskupina N, která se po skončení doby ledové rozšířila směrem na Sibiř. Haploskupina O pochází z jihovýchodní Číny nebo z Indočíny. Haploskupina P vznikla ve střední Asii nebo v oblasti pohoří Altaj a později se od ní oddělily haploskupiny Q a R. V původní podobě se vyskytuje velmi zřídka. Haploskupina Q vznikla pravděpodobně také ve střední Asii, odkud se rozšířila východním směrem až do Ameriky.
- Haploskupina L (M20) Vyskytuje se hl. v jižní Indii a v Balúčistánu
  - Haploskupina L1
  - Haploskupina L2
  - Haploskupina L3
- Haploskupina M (M4) Vyskytuje se na Nové Guineji a v Melanésii
  - Haploskupina M1
  - Haploskupina M2

- Haploskupina NO (M214) před cca 35-40 000 lety (nepatrný výskyt)
  - Haploskupina N (LLY22g, M231) Vyskytuje se v nejsevernějších částech Eurasie, zvláště mezi etniky hovořícími uralskými jazyky, tj. Ugrofiny a Samodijci
  - Haploskupina O (M175) Vyskytuje se ve východní Asii, jihovýchodní Asii, Oceánii

- Haploskupina P (M45) (nepatrný výskyt)
  - Haploskupina Q (MEH2, M242, P36) Vyskytuje se na Sibiři, u Indiánů
  - Haploskupina R (M207, M306) Vyskytuje se v Evropě, západní, střední a jižní Asii

### Skupiny vycházející z haploskupiny NO (M214)
Haploskupina NO se objevila před cca 35-40 000 lety nejpravděpodobněji v oblasti mezi severní Barmou a jižní Čínou.
Zde se zrodila také haploskupina N, která se po skončení doby ledové rozšířila směrem na Sibiř. V severní části Sibiře dnes tvoří nejpočetnější Y-haploskupinu, a to zejména u Samodijců a Jakutů. Haploskupina O se vyskytuje nejčastěji ve východní a jihovýchodní Asii – v Číně, Japonsku, Koreji, Indočíně, Indonésii a východní Indii. Typická je také pro Polynésany v Oceánii. Méně je zastoupena ve střední Asii.
- Haploskupina NO (M214) před cca 35–40 000 lety (nepatrný výskyt)
  - Haploskupina N (LLY22g, M231) Vyskytuje se v nejsevernějších částech Eurasie, zvláště mezi uralským lidem
    - Haploskupina N1
    - Haploskupina N2
    - Haploskupina N3

  - Haploskupina O (M175) Vyskytuje se ve východní Asii, jihovýchodní Asii, Oceánii
    - Haploskupina O1 (MSY2.2) Vyskytuje se ve východní a jižní Číně, na Tchaj-wanu a v jižní Asii, zvláště mezi Austronésany a skupinami hovořícími jazyky Tai-Kadai
    - Haploskupina O2 (P31, M268)
      - Haploskupina O2a (M95) Vyskytuje se v Japonsku, jižní Číně, jihovýchodní Asii a na Indickém subkontinentu, zvláště mezi etniky hovořícími austroasijskými jazyky a jazyky Tai-Kadai, Malajci a Indonésany
      - Haploskupina O2b (SRY465, M176) Vyskytuje se v Japonsku, Koreji, Mandžusku a jihovýchodní Asii

    - Haploskupina O3 (M122) Vyskytuje se napříč východní Asií, jihovýchodní Asii a Austronésií. Je typická hlavně pro etnika hovořící jazyky čínsko-tibetské rodiny a jazyky rodiny Hmong-Mien

### Skupiny vycházející z haploskupiny P (M45)
Haploskupina Q je větví Haploskupiny P (M45). Předpokládá se, že vznikla v oblasti Sibiře a to přibližně před 15–20 000 lety. Haploskupina Q je blízká příbuzná Haploskupiny R (M207), jelikož obě skupiny sdílejí společný marker (M45).
- Haploskupina Q (MEH2, M242, P36) M242 se vyskytuje mezi všemi podskupinami haploskupiny Q. Další rozlišující markery jsou pak uvedeny u každé takové podskupiny (Vznik před cca 15–20 000 lety. Vyskytuje se v Asii a Americe)
  - Haploskupina Q*
  - Haploskupina Q1 (M120, N14)
    - Haploskupina Q1*
    - Haploskupina Q1a (M378)

  - Haploskupina Q2 (M25, M143)
  - Haploskupina Q3 (M3) Vyskytuje se v Severní, Střední a Jižní Americe
    - Haploskupina Q3*
    - Haploskupina Q3a (M19)
    - Haploskupina Q3b (M194)
    - Haploskupina Q3c (M199)

  - Haploskupina Q4 (P48)
  - Haploskupina Q5 (M323)
  - Haploskupina Q6 (M346)

Haploskupina R se větví do skupin R1a a R1b.
R1a se utvořila pravděpodobně v eurasijských stepích. Je spojována se stepními mohylovými kulturami a expanzí Indoevropanů. Dnes je typická hlavně pro Indoíránce ve střední a jižní Asii (Indii), a pro Slovany z Východní Evropy. R1b se objevila před 35-40 000 lety ve střední Asii a její příchod do Evropy se spojuje s nástupem tzv. klasického aurignacienu před cca 36 500 lety. Jedna z jejích větví R1b1c (M269) byla během posledního zalednění soustředěna v glaciálním útočišti (refugiu) v jihozápadní Francii a Kantábrii. Odtud se po skončení doby ledové šířila v západní a střední Evropě s magdalénskou kulturou (magdalenien). Dnes je vůbec nejčastěji zastoupenou Y-haploskupinou v západní Evropě. Jiné větve R1b se řídce vyskytují ve střední Asii, Anatolii a v a Africe. R2 vznikla pravděpodobně poblíž pohoří střední Asie a odtud se rozšířila do Indie a oblasti Kavkazu.
- Haploskupina R1 (M173) Vyskytuje se v Evropě, západní Asii
  - Haploskupina R1a (M17) Vyskytuje se střední Asii, Indii, Srí Lance, střední a východní Evropě
  - Haploskupina R1b (M343) Vyskytuje se v západní Evropě, západní Asii, v čínské provincii Sin-ťiang a severním Kamerunu
- Haploskupina R2 (M124) Vyskytuje se v Indii, Srí Lance, na Kavkaze, ve střední Asii a východní Evropě